# アームストロング・シドレー スナーラー
アームストロング・シドレー スナーラー（Armstrong Siddeley ASSn.1 Snarler）は、ターボジェットエンジンと実験的に併用された小型のロケットエンジンで 最初に飛行したイギリス製の液体燃料ロケットエンジンである。 他の高濃度過酸化水素を酸化剤として使用するように計画されたイギリス製ロケットエンジンとは異なり、アームストロングシドレーは液体酸素を使用した。ロケットエンジンは乾燥重量が215 lbf (960 N)で推力が2,000 lbf (8.9 kN)で単位推力毎の燃料消費率が20 (lb/h)/lbfである。 開発は1947年に開始され、最終的な仕様は1950年3月29日に最初に試験された。
ホーカー P.1040 シー ホークの試作機であるVP 401は推力2,000 lbfのSnarlerロケットを尾部に装備した。推力5,200 lbfのロールス・ロイス ニーンターボジェットは胴体両側面の排気口から噴射した。搭載機はホーカー P.1072と称された。 これによりおよそ 50% 推力が増加したが、燃料消費はおよそ20倍になった。 1950年11月20日にホーカーのテストパイロットであるTrevor "Wimpy" Wadeによって初飛行した。 小規模な爆発で機体が破損する前の前半の飛行はロケットエンジンを使用した。
P.1072ではメチルアルコールが使用されたが、Snarlerはジェット燃料を使用する事が出来た。推力増加のためにより実用的な推進にロケット推進よりもジェット推進が選択された。
エンジンは外部駆動式ターボポンプを備え、P.1072のターボジェットエンジンの減速機から駆動するという一般的ではない特徴を有した。

## 型式
ASSn.1 スナーラー試作機と試験エンジン (軍需省分類 ASSnによる.).